# Đại dịch hạch Marseille

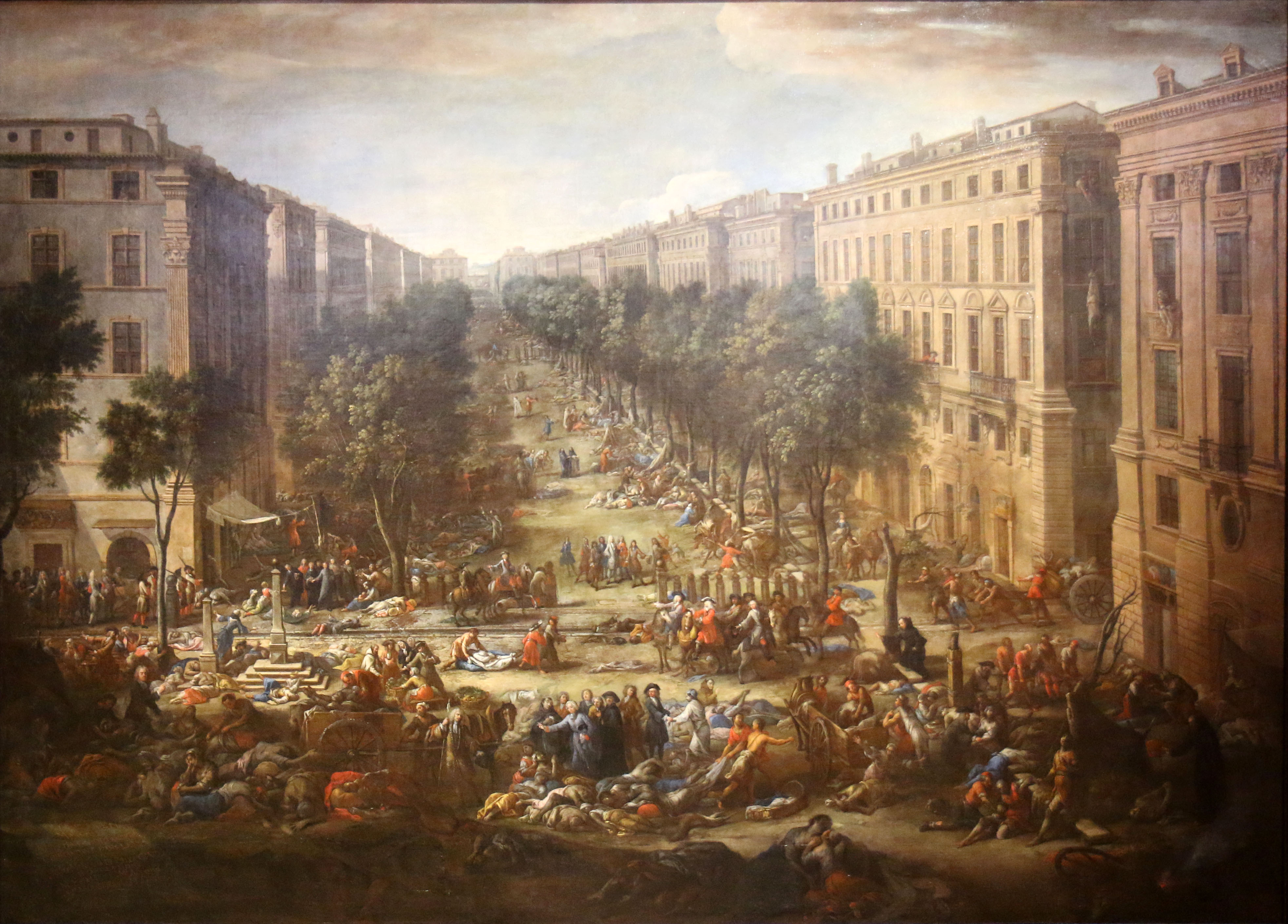
Contemporary engraving of Marseille during the Great Plague

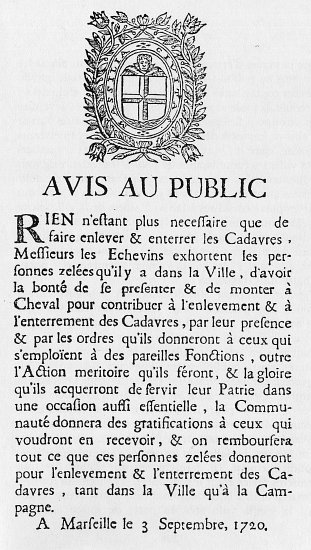
Public notice on the disposal of corpses during the Great Plague, 1720

Đại dịch hạch tại Marseille là một trong những vụ bùng phát lớn của dịch hạch châu Âu xảy ra vào thế kỷ 18. Lây nhiễm đến dân cư thành phố Marseille, Pháp vào năm 1720, căn bệnh đã giết chết 100.000 người trong thành phố và các tỉnh lân cận. Tuy nhiên, Marseille nhanh chóng phục hồi khỏi cuộc đại bùng phát bệnh dịch. Hoạt động kinh tế chỉ mất vài năm để phục hồi, nhờ hoạt động thương mại mở rộng đến Tây Indies và Mỹ Latinh. Đến thời điểm năm 1765, mức dân số tăng đã đạt lại số nhân khẩu trước năm 1720.